# Källråtjärnen
Källråtjärnen är en sjö i Hudiksvalls kommun i Hälsingland och ingår i Ljusnans huvudavrinningsområde.